# Eugenius I. (Byzanz)
Eugenius I. († 242) war Bischof von Byzantion. Seine Amtszeit, die relativ ereignislos verlief, wird in die Jahre 237–242 datiert und fällt damit in die Regierung der ersten Soldatenkaiser. Eugenius löste Castinus als Bischof ab; sein Nachfolger wurde Titus.